# Microtermitodius atomus
Microtermitodius atomus är en skalbaggsart som beskrevs av Riccardo Pittino 2006. Microtermitodius atomus ingår i släktet Microtermitodius och familjen Aphodiidae. Inga underarter finns listade i Catalogue of Life.